# Feel Like Shit
Feel Like Shit – piosenka kanadyjskiej piosenkarki Tate McRae, wydana 11 listopada 2021 roku przez RCA Records jako główny singiel z jej debiutanckiego albumu studyjnego I Used to Think I Could Fly (2022). Utwór został wyprodukowany przez Russella Chella i Jaspera Harrisa, a jego autorami są McRae, Jacob Kasher, Russell Chell i Victoria Zaro.

## Tło i wydanie
McRae po raz pierwszy zapowiedziała piosenkę za pośrednictwem TikToka 30 września 2021 r. i kontynuowała jej promowanie przez cały październik, obiecując wydanie utworu po tym, jak 20 000 osób zapisało wcześniej singiel. Datę premiery ogłosiła 3 listopada 2021 r. W opisie teledysku McRae zauważyła: „napisałam tę piosenkę o bardzo osobistym doświadczeniu, a następnie Michelle Dawley i ja tchnęliśmy w nią życie w tym teledysku. Nie potrafię wyrazić, jak bardzo się cieszę, że wszyscy zobaczycie ten teledysk i doświadczycie wzlotów i upadków związku w 3 minuty”.

## Inspiracja
W transmisji na żywo w 2023 r. McRae powiedziała: „Feel Like Shit zostało napisane o kimś, z kim rozstałam się w 2021 r. i byłam naprawdę smutna, ale tak naprawdę nie wiedziałam, jak o tym pisać. Naprawdę trudno mi było pisać o tym związku, ponieważ tak bardzo go kochałam”.

## Krytyczne przyjęcie
Piosenka otrzymała pozytywne recenzje od krytyków, chwalących tekst i wokal. Pisząc dla ET Canada, Mikael Melo opisał piosenkę i teledysk jako najlepsze dzieło McRae do tej pory, nic, że piosenka prezentuje „dojrzały i utalentowany głos” McRae, podczas gdy teledysk dodaje „niesamowitą warstwę do tej piosenki, z niesamowitą opowieścią i prowokującą do myślenia choreografią”. Larisha Paul z The Fader zauważyła, że „McRae wpada w utwór jak Alicja w Krainie Czarów, opuszczając gardę, aby otworzyć drzwi dla tej nieskomplikowanej i surowej dostawy przez cały czas”. Sam Murphy z magazynu muzycznego The Interns nazwał McRae „mroczną księżniczką popu”, zauważając, że dopracowała nastrojową formułę, a piosenka trafia dokładnie tam, gdzie powinna. Carolyn Droke z Uproxx opisała piosenkę jako „szczery solowy utwór o wzlotach i upadkach związku”. Elise Shafer z Variety stwierdziła, że piosenka jest „surowa i wrażliwa, z potężnym głosem McRae unoszącym się nad instrumentalem prowadzonym przez perkusję i klawisze”.

## Teledysk
Teledysk został opisany w informacji prasowej do piosenki jako najbardziej choreograficzny teledysk McRae do tej pory i przedstawia McRae wykonującą intensywny i emocjonalny współczesny układ u boku aktora i tancerza Masona Cutlera, którzy oboje wcielają się w kelnerów w restauracji. Choreografia przedstawia emocjonalne zamieszanie związane z rozstaniem, pokazując, jak McRae i Cutler są nieustannie przyciągani do siebie w pozornie napiętym związku, pomimo ich prób puszczenia. Ellise Shafer z Variety zauważyła, że „pchanie i przyciąganie choreografii pasuje do przesłania piosenki o pozwoleniu bliskiej osobie odejść, zanim naprawdę będziesz gotowy”. Gdy McRae i Cutler tańczą po restauracji, teledysk osiąga punkt kulminacyjny, gdy Cutler zaczyna rozbijać talerze, a para kontynuuje taniec przeplatających się ruchów nad potłuczoną ceramiką. Teledysk kończy się, gdy Cutler w końcu odchodzi, pozostawiając McRae pochyloną w emocjonalnym niepokoju. McRae tak skomentowała teledysk: „To pierwszy raz, kiedy w pełni tańczę w moim własnym teledysku, dlatego czuję, że naprawdę udało mi się opowiedzieć historię skutków rozstania poprzez to, co znam najlepiej: ruch”.